# Cotton Bowl Classic 2017 (janvier)
Match précédent Match suivant
Le Cotton Bowl Classic 2017 est un match de football américain de niveau universitaire joué après la saison régulière de 2016, le 2 janvier 2017 au stade AT&T Stadium d'Arlington au Texas.
Il s'agit de la 81e édition du Cotton Bowl Classic.
Le match a mis en présence les équipes des Broncos de Western Michigan issue de la Mid-American Conference et des Badgers du Wisconsin issue de la Big Ten Conference.
Il a débuté à ? (heure locale) et a été retransmis en télévision sur ESPN, ESPN Deportes, ESPN Radio et XM Satellite Radio.
Sponsorisé par la société Goodyear Tire and Rubber Company, le match est officiellement dénommé le 2017 Goodyear Cotton Bowl Classic.
Wisconsin gagne le match sur le score de 24 à 16.

## Présentation du match
| Équipes                                                                                             | Conférences | Entraîneurs | Stats. saison rég. | Classements avant le bowl CFP-AP-Coaches |
| --------------------------------------------------------------------------------------------------- | ----------- | ----------- | ------------------ | ---------------------------------------- |
| Broncos de Western Michigan                                                                         | MAC         | P. J. Fleck | 10-0               | 15 - 12 - 15                             |
| Badgers du Wisconsin                                                                                | Big Ten     | Paul Chryst | 10-3               | 8 - 8 - 8                                |
| Arbitre : Riley Johnson (ACC) Équipe donnée favorite par les bookmakers : Wisconsin par 8,5 points. |             |             |                    |                                          |

Il s'agit de la 6e rencontre entre ces deux équipes, Wisconsin ayant gagné à 4 reprises, Western Michigan à 1 reprise. La dernière rencontre date du 31 août 2000 et a vu la vicrtoire de Wisconsin sur le score de 19 à 7.
Il s'agit aussi de la toute première apparition de ces équipes au Cotton Bowl Classic.

### Broncos de Western Michigan
Avec un bilan global en saison régulière de 13 victoires sans défaite, Western Michigan est éligible et accepte l'invitation du Comité du College Football Playoff pour participer au Cotton Bowl Classic de 2017.
Ils terminent 1er de la West Division de la Mid-American Conference avec un bilan en division de 8 victoires pour aucune défaite et gagnent la finale de conférence en battant Ohio 29 à 23.
À l'issue de la saison régulière 2016 (bowl non compris), ils seront classés # 15 aux classements CFP et AP et # 12 au classement Coaches.
À l'issue de la saison 2016 (bowl compris), ils seront classés # 15 au classement AP et # 18 au classement Coaches, le classement CFP n'étant pas republié après les bowls.
Il s'agit de leur 1re apparition au Cotton Bowl Classic.

### Badgers du Wisconsin
Avec un bilan global en saison régulière de 10 victoires et 3 défaites, Wisconsin est éligible et accepte l'invitation pour participer au Cotton Bowl Classic de janvier 2017.
Ils terminent 1er de la West Division de la Big Ten Conference avec un bilan en matchs de conférence de 7 victoires et 2 défaites.
À l'issue de la saison 2016 (bowl non compris), ils seront classés # 8 aux classements CFP et AP et # 8 au classement Coaches.
À  l'issue de la saison 2016 (bowl compris), ils seront classés # 9 aux classements AP et Coaches, le classement CFP n'étant pas republié après les bowls.
Il s'agit de leur toute 1re apparition au Cotton Bowl Classic.

## Résumé du match
Début du match à 12 h 01, fin à 15 h 05 pour une durée totale de jeu de 3 h 04 min.
Températures de 22 °C, match joue en stade fermé.
| QT          | Temps       | Drive       | Drive       | Drive       | Équipe      | Description de l'action | Score | Score |
| ----------- | ----------- | ----------- | ----------- | ----------- | ----------- | --- | ----- | ----- |
| QT          | Temps       | Jeux        | Yards       | TDP         | Équipe      | Description de l'action | WMU   | WIS   |
| 1           | 08:58       | 11          | 75          | 06:08       | WIS         | TD à la suite d'une course de 2 yards par RB Corey Clement + 1 extra-point par K Andrew Endicott                                                         | 0     | 7     |
| 1           | 03:23       | 7           | 88          | 03:52       | WIS         | TD à la suite d'une course de 1 yard par RB Dare Ogunbowale + 1 extra-point par K Andrew Endicott                                                        | 0     | 14    |
| 2           | 05:27       | 16          | 65          | 08:46       | WMU         | TD à la suite d'une course de 2 yards par QB Zach Terrell + 1 extra-point par K Butch Hampton                                                            | 7     | 14    |
| 2           | 00:18       | 9           | 63          | 05:09       | WIS         | FG de 30 yards par K Andrew Endicott | 7     | 17    |
|             |             |             |             |             |             | |       |       |
| 3           | 10:00       | 11          | 65          | 05:00       | WMU         | FG de 27 yards par K Butch Hampton | 10    | 17    |
| 4           | 12:26       | 3           | 12          | 01:26       | WIS         | TD de 8 yards par Troy Fumagalli à la suite d'une réception d'une passe de QB Alex Hornibrook + 1 extra-point par K Andrew Endicott                      | 10    | 24    |
| 4           | 03:27       | 16          | 75          | 08:59       | WMU         | TD de 11 yards par WR Corey Davis à la suite d'une réception d'une passe de QB Zach Terrell mais la conversion de l'extra-point par Butch Hampton échoue | 16    | 24    |
| Score final | Score final | Score final | Score final | Score final | Score final | Score final | 16    | 24    |

## Statistiques
| Système | Nom           | Équipe    | Poste |
| ------- | ------------- | --------- | ----- |
| Attaque | Try Fumagalli | Wisconsin | TE    |
| Défense | T. J. Edwards | Wisconsin | LB    |

| Critères                               | Western Michigan                                    | Wisconsin                                             |
| -------------------------------------- | --------------------------------------------------- | ----------------------------------------------------- |
| 1er down                               | 18                                                  | 18                                                    |
| 1er down à la course                   | 9                                                   | 9                                                     |
| 1er down à la passe                    | 9                                                   | 9                                                     |
| 1er down suite pénalité                | 0                                                   | 0                                                     |
| Conversion de 3e down                  | 5/11                                                | 7/11                                                  |
| Conversion de 4e down                  | 2/2                                                 | 0/0                                                   |
| Jeux–yards                             | 59 jeux pour 280 yards                              | 52 jeux pour 362 yards                                |
| Yards à la course                      | 31 courses pour 123 yards moyenne de 4 yards/course | 38 courses pour 184 yards moyenne de 4,8 yards/course |
| Yards à la passe                       | 157                                                 | 178                                                   |
| Passes : Réussies-Tentées-Interceptées | 16/28 passes complétées, 1 interception             | 13/14 passes complétées, 0 interception               |
| Réussite en zone rouge/chances         | 3/3                                                 | 4/5                                                   |
| Touchdowns                             | 2                                                   | 3                                                     |
| Field Goals                            | 1/1                                                 | 1/1                                                   |
| Sacks (Nombre-Yards)                   | 2 pour 10 yards adverses perdus                     | 2 pour 13 yards adverses perdus                       |
| Fumbles (Nombre/Perdus)                | 4/0                                                 | 1/0                                                   |
| Pénalités (Nombre/Yards perdus)        | 2 pour 15 yards perdus                              | 5 pour 35 yards perdus                                |
| Temps de possession                    | 29:55                                               | 30:05                                                 |

| Quaterbacks          |                |                                                                         |
| WMU                  | Zach Terrell   | 16/28 passes complétées, 157 yards, 1 interception, 1 TD, 2 sacks subis |
| WIS                  | Bart Houston   | 11/12 passes complétées, 159 yards, 0 interception, 0 TD, 2 sacks subis |
| Meilleurs coureurs   |                |                                                                         |
| WMU                  | Jamauri Bogan  | 16 courses pour 58 yards nets gagnés, 0 TD, moyenne de 3,6 yards/course |
| WIS                  | Corey Clement  | 22 courses pour 71 yards nets gagnés, 1 TD, moyenne de 3,2 yards/course |
| Meilleurs receveurs  |                |                                                                         |
| WMU                  | Corey Davis    | 6 réceptions pour 73 yards gagnés, 1 TD                                 |
| WIS                  | Troy Fumagalli | 6 réceptions pour 83 yards gagnés, 1 TD                                 |
| Meilleurs défenseurs |                |                                                                         |
| WMU                  | Brown Asantay  | 12 tacles dont 7 en solo, 2 TFL (8 yards)                               |
| WIS                  | Edwards T.J.   | 10 tacles dont 4 en solo, 1 fumble forcé, 1 interception                |